# Petra Marčinko
Petra Marčinko (ur. 4 grudnia 2005 w Zagrzebiu) – chorwacka tenisistka, mistrzyni juniorskiego Australian Open 2022 w grze pojedynczej dziewcząt.

## Kariera tenisowa
W karierze wygrała siedem singlowych i trzy deblowe turnieje rangi ITF. 18 sierpnia 2025 zajmowała najwyższe miejsce w rankingu singlowym WTA Tour – 115. pozycję, natomiast 7 kwietnia 2025 osiągnęła najwyższą lokatę w deblu – 441. miejsce.
Jako juniorka zwyciężyła w turnieju Orange Bowl w singlu i deblu. 13 grudnia 2021 roku została sklasyfikowana na pozycji liderki rankingu juniorskiego ITF. W 2022 roku triumfowała w Australian Open w grze pojedynczej dziewcząt. W finale pokonała Sofię Costoulas 7:5, 6:1.

## Finały turniejów WTA 125
| Legenda                   | Legenda |
| ------------------------- | ------- |
| Wielki Szlem              |         |
| Igrzyska olimpijskie      |         |
| WTA Tour Championships    |         |
| od 2021                   |         |
| WTA 1000 (obowiązkowe)    |         |
| WTA 1000 (nieobowiązkowe) |         |
| WTA 500                   |         |
| WTA 250                   |         |
| WTA 125                   |         |

### Gra pojedyncza 1 (0–1)
| Końcowy wynik | Nr | Data            | Turniej  | Nawierzchnia | Przeciwniczka      | Wynik finału  |
| ------------- | -- | --------------- | -------- | ------------ | ------------------ | ------------- |
| Finalistka    | 1. | 8 września 2024 | Montreux | Ceglana      | Irina-Camelia Begu | 6:1, 3:6, 0:6 |

## Finały turniejów ITF
| turnieje z pulą nagród 100 000 $ (W100)  |
| turnieje z pulą nagród 80 000 $ (W80)    |
| turnieje z pulą nagród 60 000 $ (W75)    |
| turnieje z pulą nagród 40 000 $ (W50)    |
| turnieje z pulą nagród 25/30 000 $ (W35) |
| turnieje z pulą nagród 15 000 $ (W15)    |
| turnieje z pulą nagród 10 000 $          |

### Gra pojedyncza 7 (7–0)
| Rezultat     |    | Data       | Turniej          | ($)      | Naw.          | Przeciwniczka          | Wynik            |
| Zwyciężczyni | 1. | 13/03/2022 | Antalya          | 25 000   | Ceglana       | Carole Monnet          | 6:4, 6:1         |
| Zwyciężczyni | 2. | 20/03/2022 | Antalya          | 25 000   | Ceglana       | Elisabetta Cocciaretto | 1:6, 6:4, 6:4    |
| Zwyciężczyni | 3. | 30/10/2022 | Poitiers         | 80 000   | Twarda (hala) | Ysaline Bonaventure    | 6:3, 7:6(2)      |
| Zwyciężczyni | 4. | 18/06/2023 | Rzym             | 60 000   | Ceglana       | Georgia Pedone         | 6:2, 6:2         |
| Zwyciężczyni | 5. | 01/07/2023 | Tarvisio         | 25 000   | Ceglana       | Katarzyna Kawa         | 6:1, 4:6, 6:2    |
| Zwyciężczyni | 6. | 24/09/2023 | Caldas da Rainha | 60 000+H | Twarda (hala) | Léolia Jeanjean        | 6:4, 6:1         |
| Zwyciężczyni | 7. | 27/10/2024 | Saguenay         | 60 000+H | Twarda (hala) | Anouk Koevermans       | 6:3, 4:6, 7:6(3) |

### Gra podwójna 5 (4–1)
| Rezultat     |    | Data       | Turniej            | ($)    | Naw.          | Partnerka             | Przeciwniczki                         | Wynik          |
| Zwyciężczyni | 1. | 22/05/2021 | Szybenik           | 15 000 | Ceglana       | Natália Szabanin      | Darja Astachowa Jekatierina Makarowa  | 6:4, 6:3       |
| Zwyciężczyni | 2. | 29/05/2021 | Szybenik           | 15 000 | Ceglana       | Natália Szabanin      | Nefisa Berberović Nicole Fossa Huergo | 6:4, 3:6, 10–4 |
| Finalistka   | 1. | 09/10/2021 | Monastyr           | 15 000 | Twarda        | Sebastianna Scilipoti | Ma Yexin Ni Ma Zhuoma                 | 6:3, 4:6, 7–10 |
| Zwyciężczyni | 3. | 17/08/2024 | Kuršumlijska Banja | 60 000 | Ceglana       | Lola Radivojević      | Živa Falkner Tara Würth               | 7:6(5), 6:4    |
| Zwyciężczyni | 4. | 29/03/2025 | Murska Sobota      | 60 000 | Twarda (hala) | Tara Würth            | Cho I-hsuan Cho Yi-tsen               | 6:3, 3:6, 10–4 |

## Finały wielkoszlemowych turniejów juniorskich

### Gra pojedyncza (1)
| Końcowy wynik | Rok  | Turniej         | Nawierzchnia | Przeciwniczka   | Wynik finału |
| Zwyciężczyni  | 2022 | Australian Open | Twarda       | Sofia Costoulas | 7:5, 6:1     |